# جوانا كيرنس
جوانا كيرنس (بالإنجليزية: Joanna Kerns)‏ (و. 1953  م) هي مخرجة أفلام، وممثلة تلفزيونية، وممثلة أفلام أمريكية، ولدت في سان فرانسيسكو، هي عضوةٌ الحزب الديمقراطي.

## وصلات خارجية
- جوانا كيرنس على موقع IMDb (الإنجليزية)
- جوانا كيرنس على موقع ألو سيني (الفرنسية)
- جوانا كيرنس على موقع تيرنر كلاسيك موفيز (الإنجليزية)
- جوانا كيرنس على موقع أول موفي (الإنجليزية)
- جوانا كيرنس على موقع قاعدة بيانات الأفلام السويدية (السويدية)
- جوانا كيرنس على موقع إن إن دي بي (الإنجليزية)
- جوانا كيرنس على موقع قاعدة بيانات الفيلم (الإنجليزية)
- جوانا كيرنس على موقع كينوبويسك (الروسية)